# 鈴木三郎助 (3代目)

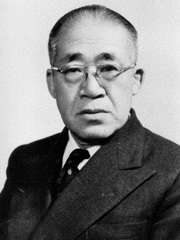

鈴木 三郎助（すずき さぶろうすけ、1890年6月23日 - 1973年6月19日）は、日本の実業家。鈴木商店（現味の素）創業者二代目鈴木三郎助の長男で、同社代表取締役社長や、京浜急行電鉄代表取締役社長を務めた。

## 人物・経歴
神奈川県三浦郡葉山町出身。1907年（明治40年）に京華商業学校（現京華商業高等学校）卒業後、東京高等商業学校（現一橋大学）に進学。第一ホテル創業者の土屋計左右は、同郷かつ東京高等商業学校の同窓で親しく、のちに鈴木家持株会社鈴木三栄の常務理事に就任した。
1908年（明治41年）、父親が池田菊苗が発明した化学調味料の製造権を取得。家族でネーミングを考えた結果、三郎（当時3代目襲名前）が提案した「味の元」が選ばれた。さらに発売までに変更が加えられて「味の素」となった。
1909年（明治42年）鈴木商店入社。1940年（昭和15年）から味の素本舗株式会社鈴木商店（現味の素）取締役社長を務めた。1943年（昭和18年）森永食糧工業取締役。日本の降伏後には味の素の生産再開などにあたったが、1947年（昭和22年）に公職追放を受ける。
1949年（昭和24年）森永乳業取締役に就任。また、味の素に復帰し1952年（昭和27年）から1965年（昭和40年）まで取締役会長を務めた。1965年（昭和40年）味の素相談役。味の素で取締役会長や取締役名誉会長を務めた四代目鈴木三郎助は長男。味の素取締役社長を務めた鈴木恭二は娘婿。

## 著書
- 『世界旅の味』日本電報通信社 1954年
- 『味に生きる』実業之日本社 1961年
- 『遺稿葉山好日』鈴木重明 1974年